# Jean Acker
Jean Acker (ur. 23 października 1893 w Trenton, zm. 16 sierpnia 1978 w Los Angeles) – amerykańska aktorka filmowa.

## Życiorys
Była córką Irlandki i pół-krwi Indianina, którzy rozstali się, kiedy ich córka była mała. Uczęszczała do St. Mary Seminary School w Springfield (New Jersey). Karierę aktorską rozpoczęła od występów w wodewilach i dramatach. Była aktorką wytwórni filmowej Sigmunda Lubina w Filadelfii, nowojorskiej Independent Motion Picture Company i Metro Pictures Corporation. W 1923 wyruszyła w objazdowy wodewil ze skeczem Jak zdobyła szejka (How She Won the Sheik). W 1926 opublikowała piosenkę „We Will Meet at the End of the Trail”, którą napisała w hołdzie zmarłemu Rudolphowi Valentino.
Zmarła w 1978 w wieku 85 lat, została pochowana w Culver City w Kalifornii.

### Życie prywatne
Była kochanką aktorki Ałły Nazimowej i żoną aktora kina niemego Rudolpha Valentino, za którego wyszła w 1919 po dwóch miesiącach znajomości, ale rozstała się już kilka godzin po ślubie; rozwód pary został orzeczony w marcu 1922.

## Filmografia
- 1936: San Francisco
- 1937: Wytworny świat
- 1945: Urzeczona (niewym. w czołówce)